# Burnt Weeny Sandwich
Albums de Frank Zappa & The Mothers of Invention
Hot Rats
(1969) Weasels Ripped My Flesh
(1970)
Burnt Weeny Sandwich est un album de Frank Zappa sorti en 1970, enregistré avec The Mothers of Invention.

## Titres
1. WPLJ — 2 min 52 s
2. Igor's Boogie, Phase One — 37 s
3. Overture To A Holiday In Berlin — 1 min 27 s
4. Theme From Burnt Weeny Sandwich — 4 min 32 s
5. Igor's Boogie, Phase Two — 37 s
6. Holiday In Berlin, Full Blown — 6 min 23 s
7. Aybe Sea — 2 min 46 s
8. Little House I Used To Live In — 18 min 42 s
9. Valarie — 3 min 14 s

## Musiciens
- Frank Zappa : orgue, guitare, synthétiseur, chant
- Jimmy Carl Black : percussions, batterie
- Roy Estrada : basse, chant
- Bunk Gardner : cor, vents
- Lowell George : guitare
- Don "Sugarcane" Harris : violon, chant
- Don Preston : basse, piano, synthétiseur
- Jim Sherwood : guitare, vents, chant
- Art Tripp : batterie
- Ian Underwood : guitare, piano, synthétiseur, vents

## Production
- Production : Frank Zappa
- Ingenierie : Dick Kunc
- Direction musicale et arrangements : Frank Zappa
- Conception pochette : Cal Schenkel

## Classement
Album - Billboard (Amérique du nord)
| Année | Catégorie  | Position |
| ----- | ---------- | -------- |
| 1970  | Pop Albums | 94       |